# Amfibisk dammsnäcka
Amfibisk dammsnäcka (Galba truncatula) är en snäckart som först beskrevs av Cornelius Herman Muller 1774. Enligt Catalogue of Life och Dyntaxa ingår amfibisk dammsnäcka i släktet Galba och familjen dammsnäckor. IUCN kategoriserar arten globalt som livskraftig. Arten är reproducerande i Sverige. Inga underarter finns listade i Catalogue of Life.

## Bildgalleri

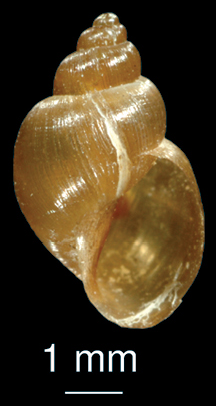
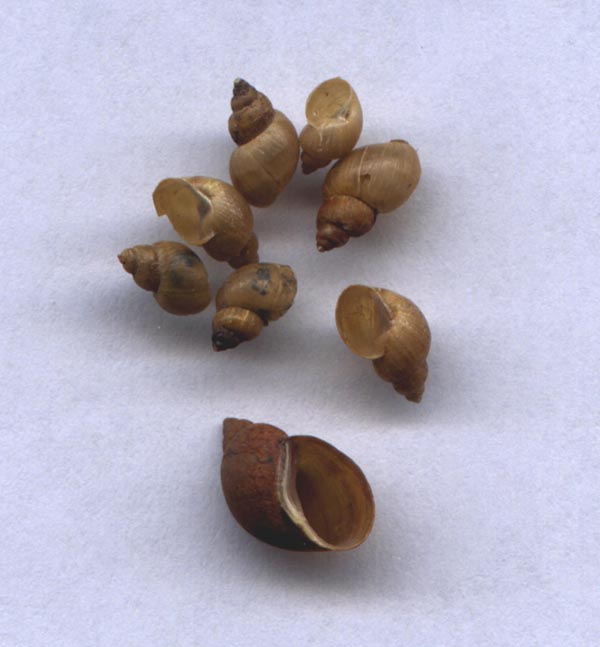
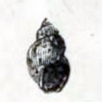
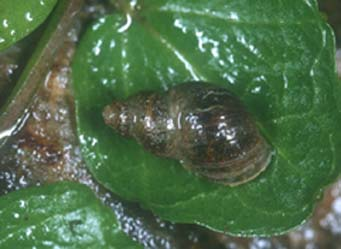
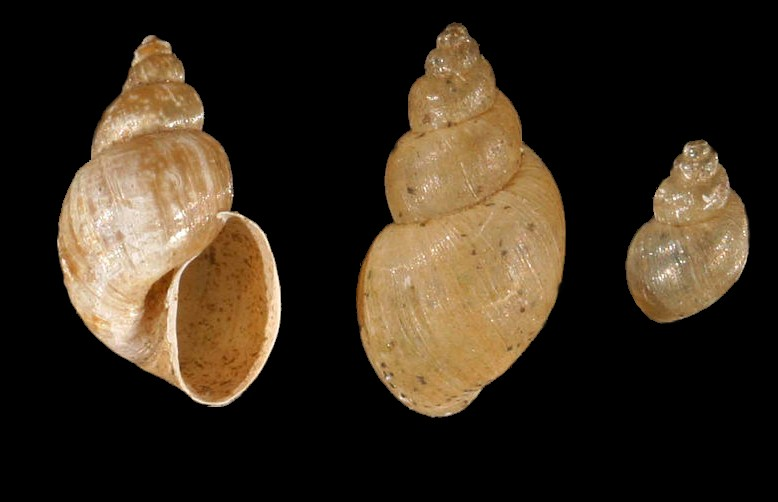